# Colaspina saportae
Colaspina saportae es un insecto coleóptero de la familia Chrysomelidae.
Fue descrita científicamente en 1863 por Grenier.